# Enrica Lexie
Enrica Lexie ist der ehemalige Name eines Doppelhüllen-Tankers der Aframaxklasse.
Das Schiff wurde 2008 unter der Baunummer H1057 von der Shanghai Waigaoqiao Shipbuilding Co. gebaut. Die Kiellegung erfolgte am 8. April, der Stapellauf am 2. Juni 2008. Abgeliefert wurde das Schiff am 4. August des Jahres. Angetrieben wird das Schiff von einem Sechszylinder-Dieselmotor des Motorenherstellers MAN Diesel mit einer Leistung von 13560 kW, die auf einen Propeller wirkt. Der Motor wurde in Lizenz von Hudong Heavy Machinery Company gebaut.
Der Tanker wurde von dem in Monaco ansässigen Unternehmen Scorpio Commercial Management bereedert. Er wurde von Fratelli d’Amato SpA insbesondere für den Transport von Rohöl eingesetzt.
Das Schiff wurde am 1. September 2014 in Olympic Sky umbenannt und fährt seit dem 1. Juli 2015 unter der Flagge der Marshallinseln.

## Zwischenfall
Das Schiff erlangte internationale Bekanntheit durch einen Seezwischenfall im Indischen Ozean vor der Südwestküste Indiens: Am 15. Februar 2012 wurden auf der Höhe der Stadt Alappuzha zwei Fischer von Militäreinheiten von einem Handelsschiff aus erschossen. Nach Meldung an die indische Küstenwache wurden die in Frage kommenden Frachtschiffe in dem Seegebiet aufgefordert, Stellungnahmen abzugeben. Die Enrica Lexie berichtete von einem Zwischenfall: Auf einem sich nähernden Fischerboot vermuteten die an Bord stationierten italienischen Marinesoldaten somalische Piraten und eröffneten das Feuer. Das Fischerboot drehte ab, zwei Männer starben.
Die Enrica Lexie wurde von der indischen Küstenwache in den Hafen von Kochi geleitet. Zwei Marinesoldaten kamen dort vor Gericht. Dieses Vorgehen führte zu diplomatischen Spannungen zwischen Italien und Indien. Italien wollte das Verfahren vor einem italienischen Gericht verhandeln, da sich der Zwischenfall in internationalen Gewässern ereignet habe.
Das Fischerboot kam aus dem Fischereihafen Neendakara, einem Ortsteil von Kollam. Die beiden toten Fischer, Ajesh Binki (25) und Jalastein (45), waren Tamilen.
Bei der Autopsie entfernte K. Sasikala vom Gerichtsmedizinischen Institut Thiruvananthapuram aus den Leichen zwei Projektile, notierte jedoch lediglich deren Länge und nicht das Kaliber: Die Maße entsprechen nicht den 5.56 der Beretta AR70, sondern dem Kaliber 7,62 der sri-lankischen Marine.
Im April 2012 einigten sich italienische Behörden mit den Familien der Opfer außergerichtlich auf die Zahlung einer Entschädigung in Höhe von ungefähr 145.000 €; die indische Bundesregierung unterstützte die Verortung des Zwischenfalls in internationalen Gewässern. Während der Kerala High Court die Einigung besiegelte, bezeichnete wenige Tage später der höchste indische Gerichtshof (Supreme Court) dieses Vorgehen als illegal.
Anfang Mai gestattete der indische Supreme Court der Enrica Lexie den Hafen zu verlassen. Anfang Juni 2012 wurden auch die zwei Beschuldigten auf Kaution freigelassen. Zuvor hatte Italien aus Protest seinen Botschafter Giacomo Sanfelice abberufen. Als die beiden Beschuldigten von einem Italienaufenthalt im März 2013 nicht zurückkehrten, untersagte der indische Supreme Court dem italienischen Botschafter Daniele Mancini das Land zu verlassen. Daraufhin schickte Italien seine beiden Soldaten wieder zurück nach Indien. Im November 2013 berichtete die italienische Außenministerin Emma Bonino, die indische Regierung habe zugesagt, dass den Angeklagten nicht die Todesstrafe drohe. Im Februar 2014 beschwerte sich der italienische Sondergesandte darüber, dass zwei Jahren nach dem Vorfall noch immer keine Anklageschrift vorlag. Wieder berief Italien aus Protest seinen Botschafter aus Indien ab. Im September 2014 ließ Indien einen der beiden Soldaten erneut ausreisen, diesmal für eine medizinische Behandlung. Am 26. Juni 2015 leitete Italien gegen Indien ein Schiedsverfahren im Rahmen des Seerechtsübereinkommens ein und beantragte zudem am 21. Juli 2015 eine einstweilige Anordnung gegen Indien beim Internationalen Seegerichtshof (ISGH) in Hamburg. Am 24. August 2015 ordnete der ISGH an, dass beide Parteien alle Gerichtsverfahren bis zu einer Entscheidung des angerufenen Schiedsgerichts aussetzen, die den Streitfall verschärfen oder ausweiten könnten; eine einstweilige Anordnung hinsichtlich der beiden Marinesoldaten wurde hingegen nicht erlassen. Als Schiedsrichter im sich anschließenden Schiedsverfahren wurden Francesco Francioni (von Italien nominiert), P. Chandrasekhara Rao (von Indien nominiert), Jin-Hyun Paik, Patrick Robinson und Wladimir Golizyn (Vorsitzender) berufen. Das beim Ständigen Schiedshof angesiedelte Schiedsgericht erließ am 29. April 2016 die einstweilige Anordnung, dass Italien und Indien zusammenwirken sollen, damit die Kautionsbedingungen gelockert werden, so dass der Marinesoldat für die Dauer des Schiedsverfahrens nach Italien zurückkehren kann. Indien beharrte zunächst darauf, den Beschuldigten weiter unter dem Zugriff des indischen Supreme Court festzuhalten, der seinerseits über eine Freilassung entscheiden könne, dieser ließ Girone aber Ende Mai 2016 nach Italien ausreisen.
Im Schiedsverfahren wurde entschieden, dass die beiden Beschuldigten Immunität genießen und somit nicht in Indien angeklagt werden können.